# Antoni Ostaszewski (1896–1946)
Antoni Ostaszewski (ur. 26 czerwca 1896 w Piotrkowie Trybunalskim, zm. 6 lipca 1946 tamże) – polski doktor nauk medycznych, major lekarz Wojska Polskiego. 

## Dzieciństwo i młodość
Antoni Ostaszewski przyszedł na świat w Piotrkowie Trybunalskim 26 czerwca 1896 roku. Ojciec Władysław Ostaszewski h. Ostoja zmuszony warunkami, musiał sprzedać majątek Piekary (gm. Woźniki) i przeniósł się do Piotrkowa Trybunalskiego, gdzie podjął pracę jako maszynista kolejowy. Ożenił się w 1877 roku z Anielą z domu Szmitt, córką właściciela majątku Owczary koło Sulejowa. Z małżeństwa Władysława i Anieli urodziło się 14 dzieci. Rodziły się tylko córki, synowie przychodzili na świat albo martwi, albo umierali zaraz po urodzeniu. W związku z tym, Antoni, jako jedyny syn, został oddany pod opiekę św. Antoniemu Padewskiemu i do siódmych urodzin chodził w brązowym ubranku. 
Antoni ukończył prywatne gimnazjum im. Bolesława Chrobrego w Piotrkowie. W 1915 roku dostał się na Uniwersytet Jagielloński w Krakowie, gdzie rozpoczął studia medyczne, tam zwrócił na niego uwagę profesor chemii Leon Marchlewski. W tym czasie aresztowano jego ojca i wywieziono w głąb Rosji, przez co matka Antoniego została sama do opieki nad wszystkimi córkami. Tymczasem Antoni zaangażował się w pracę w Komitecie Opiekuńczym pod przewodnictwem biskupa Adama Sapiehy; celem Komitetu była opieka nad ubogą ludnością Podhala nękaną przez epidemie tyfusu.
Zaprzyjaźniony z rodziną Ostaszewskich Władysław Sikorski (wtedy jeszcze w stopniu pułkownika), który był w latach 1914–1916 szefem departamentu wojskowego NKN w Piotrkowie Trybunalskim, doradził Antoniemu, by ukończył medycynę jako wojskowy. W 1918 roku wstąpił do Wojska Polskiego. Będąc studentem medycyny pełnił funkcję lekarza batalionowego w 26. i 49. Pułku Piechoty, a jednocześnie lekarza na oddziale zakaźnym w szpitalu św. Trójcy w Piotrkowie Tryb. 
W 1921 roku wrócił do Krakowa, by ukończyć przerwane studia medyczne. W Krakowie razem z Tadeuszem Boyem-Żeleńskim zorganizowali Stację Kropla Mleka dla kobiet, którym brakowało pokarmu. Przed ostatnim egzaminem dyplomowym, w 1924 roku, został wezwany do objęcia stanowiska lekarza w dywizjonie samochodowym w Grodnie, pracował jednocześnie w Szpitalu Okręgowym w Grodnie na oddziale wewnętrznym. Tam też powrócił do pracy społecznej – organizując obozy przysposobienia wojskowego i harcerskie.

## Kariera wojskowa i lekarska
W marcu 1926 roku otrzymał dyplom doktora wszechnauk lekarskich na Uniwersytecie Jagiellońskim i z powodu złego stanu zdrowia zwolnił się z wojska. Zamieszkał na Górnym Śląsku, gdzie pracował w ambulatorium dla górników. Pod koniec lat dwudziestych Ministerstwo Spraw Wojskowych mianowało Antoniego Ostaszewskiego lekarzem pułku Strzelców Podhalańskich w Cieszynie, gdzie jednocześnie został ordynatorem oddziału noworodkowego w Szpitalu Wojewódzkim. Na ten czas przypada także aktywna działalność w Związku Ziem Zachodnich. Współpracował tam z gen. Józefem Kustroniem. Odbywając służbę w Cieszynie, w 1936 roku dostał awans na stopień majora. W 1937 roku ukończył półroczny kurs Szefów Sanitarnych przy Wyższej Szkole Wojennej w Warszawie, kierowanej przez gen. Tadeusza Kutrzebę.

## Kampania wrześniowa i działalność konspiracyjna
W kampanii wojennej 1939 brał udział jako szef sanitarny 21. Dywizji Piechoty Górskiej. 16 września 1939 mjr dr Ostaszewski opatrywał śmiertelnie rannego dowódcę dywizji gen. Józefa Kustronia, który tego samego dnia zmarł. Dywizja została rozbita, Antoni Ostaszewski dostał się do niewoli niemieckiej. Przebywając w obozie niewiadomego położenia (zlokalizowanym gdzieś za Sanem), z powodu złego stanu zdrowia 20 października 1939 roku uzyskał od władz niemieckich zwolnienie. Odszukał swoją żonę, Emilię Dubicką i postanowił wrócić do rodzinnego miasta Piotrkowa Trybunalskiego. Otworzył tam gabinet, pracował także w Polskim Czerwonym Krzyżu, Ubezpieczalni Społecznej i w Szpitalu św. Trójcy na oddziale zakaźnym. W grudniu 1939 roku nawiązał kontakt z organizacją podziemną – Związkiem Walki Zbrojnej - i został mianowany pierwszym komendantem tej organizacji w Piotrkowie Trybunalskim. W marcu 1940 roku przekazał tę funkcję następcy, a sam został szefem sanitarnym obwodu piotrkowskiego. Organizował służbę sanitarną lekarzy, pracę wywiadowczą oraz kolportaż prasy podziemnej dostarczanej z Warszawy.
Położył duże zasługi w ratowaniu żydowskich dzieci.
2 listopada 1942 roku mjr dr Antoni Ostaszewski został aresztowany wraz z żoną przez piotrkowskie gestapo wskutek tzw. „wsypy”. W czasie brutalnych przesłuchań połamano mu wszystkie palce u rąk i u nóg, ale nie wydał żadnego z towarzyszy. Następnie przewieziono oboje do obozu na Majdanku. Z ustnych relacji prof. Romualda Sztaby (chirurga dziecięcego, który w tym czasie przebywał również w obozie) wynika, że Antoni gromadził wokół siebie młodych lekarzy, podnosząc ich morale, dodając otuchy i sił do przetrwania i zachowaniu godności lekarza.
W 1943 roku wywieziony z Majdanka; był przenoszony kolejno do Groß-Rosen i Sachsenhausen. Pracował jako drwal, cieśla, w kamieniołomach, przy budowie dróg. Wieczorami, gdy inni towarzysze niedoli obozowej korzystali z krótkiego odpoczynku, on udzielał potrzebującym pomocy lekarskiej. W Sachsenhausen jakiś czas pracował w ambulatorium obozowym wraz z innymi lekarzami. Tam zetknął się z kolegą szkolnym z piotrkowskiego gimnazjum, doprowadzanym od czasu do czasu do ambulatorium gen. Stefanem Grotem-Roweckim.

## Po wojnie
W maju 1945 roku Antoniemu udało się wrócić do Piotrkowa Trybunalskiego, gdzie wcześniej powróciła jego żona Emilia. Od razu po powrocie podjął pracę jako lekarz. 

## Śmierć
W lipcu 1946 roku wybrał się z żoną na urlop. Podczas podróży autobusem zasłabł. Nie było w pobliżu nikogo, kto mógł mu udzielić pomocy. Wycieńczony i wyniszczony organizm nie wytrzymał trudów podróży i przeżyć obozowych. Mjr dr Antoni Ostaszewski zmarł na zawał mięśnia sercowego 6 lipca 1946 roku. Został pochowany na Starym Cmentarzu przy ul. Cmentarnej w Piotrkowie Trybunalskim. Za jego trumną szło ok. 5 tysięcy ludzi, gdyż Antoni był postrzegany jako człowiek uczynny i serdeczny. Był znany z dawania ubogim pieniędzy na recepty, które przepisał.

## Ordery i odznaczenia
- Krzyż Srebrny Orderu Virtuti Militari[2]
- Krzyż Walecznych (1921)[3]
- Złoty Krzyż Zasługi (19 marca 1937)[4]
- Medal Niepodległości (16 marca 1937)[5]